# André Cox
André Cox (nascido em 12 de julho de 1954) é o ex-diretor executivo (CEO) e 20.º general do Exército de Salvação. Ele foi contratado como oficial no Exército de Salvação em 25 de maio de 1979. Foi eleito para o cargo de general pelo 18.º Conselho Superior do Exército de Salvação em 3 de agosto de 2013 e aposentou-se em 3 de agosto de 2018; sendo sucedido por Brian Peddle.
Foi o chefe do Estado-Maior do Exército de Salvação de 1 de fevereiro de 2013 a 3 de agosto de 2013. Na véspera da inesperada aposentadoria da general Linda Bond, em junho de 2013, Cox cumpriu as funções de general como general em exercício por cerca de dois meses, até sua eleição.

## Carreira
Nascido em Salisbury, Rodésia do Sul, hoje Zimbábue, de um pai inglês e mãe suíça, Cox passou a sua infância na Rodésia do Sul e no Reino Unido, antes de se mudar para a Suíça, onde conheceu e se casou com Silvia Cox (anteriormente Volet), que nasceu de pais suíços na Argentina.
Cox foi comissionado como oficial do Exército da Salvação em 25 de maio de 1979 e passou os primeiros anos como oficial da corporação na Suíça. Em 2005, Cox foi nomeado comandante territorial do trabalho do Exército da Salvação na Finlândia e na Estónia, cargo que ocupou até assumir o comando do Território da África Austral em outubro de 2008.
Cox e sua esposa Silvia passaram quatro anos como líderes do Território do Sul da África do Exército da Salvação, que inclui trabalhos nos países da África do Sul, Lesoto, Namíbia, Ilhas de Santa Helena e Essuatíni. Eles então serviram por 6 meses como líderes territoriais do Reino Unido com o Território da Irlanda.
Quando assumiu o cargo de chefe do Estado-Maior do Exército da Salvação, Cox seguiu os passos do seu pai, o comissário Ron Cox, que serviu como chefe do Estado-Maior de 1987 a 1991.
Em 13 de junho de 2013, quando a general Linda Bond inesperadamente se aposentou do cargo de general do Exército de Salvação, Cox tornou-se o general interino do Exército de Salvação. O Alto Conselho do Exército da Salvação se reuniu em 29 de julho de 2013 para iniciar o processo de eleição de um novo general. Em 31 de julho de 2013, Cox foi nomeado pelo Conselho Superior como candidato ao 20º General do Exército de Salvação e, em 3 de agosto de 2013, foi eleito General do Exército de Salvação.
Cox se aposentou em 3 de agosto de 2018.  Ele foi sucedido por Brian Peddle.

### Aposentadoria
Em fevereiro de 2018, Cox anunciou a sua aposentadoria a partir de 3 de agosto de 2018. Cox, seguindo a forma de vários dos seus antecessores, terá sido General por exatamente cinco anos. O Alto Conselho do Exército de Salvação escolheu Brian Peddle como sucessor de Cox em maio de 2018.